# Reina Regente (1887)
Il Reina Regente è stato un incrociatore protetto della Armada Española in servizio tra il 1888 e il 10 marzo 1895, data del suo naufragio nello stretto di Gibilterra che causò la morte del Il comandante, Capitán de Navío Francisco Sanz de Andíno, e di 45 ufficiali, 34 fanti di marina e 330 membri dell'equipaggio e cadetti di artiglieria. Il punto di partenza del progetto del Reina Regente fu un difficile compromesso tra una nave di basso tonnellaggio, dotata di potente armamento e grande autonomia, e apparato propulsivo moderno e di grande potenza. Il progettista Sir John H. Biles inserì nei piani costruttivi della classe Reina Regente alcuni dei concetti più avanzati del momento, come il motore a triplice espansione considerato allora allo stato d'arte, mentre il bordo libero della nave era molto basso, arrivando a 3,5 m dalla superficie del mare.

## Storia

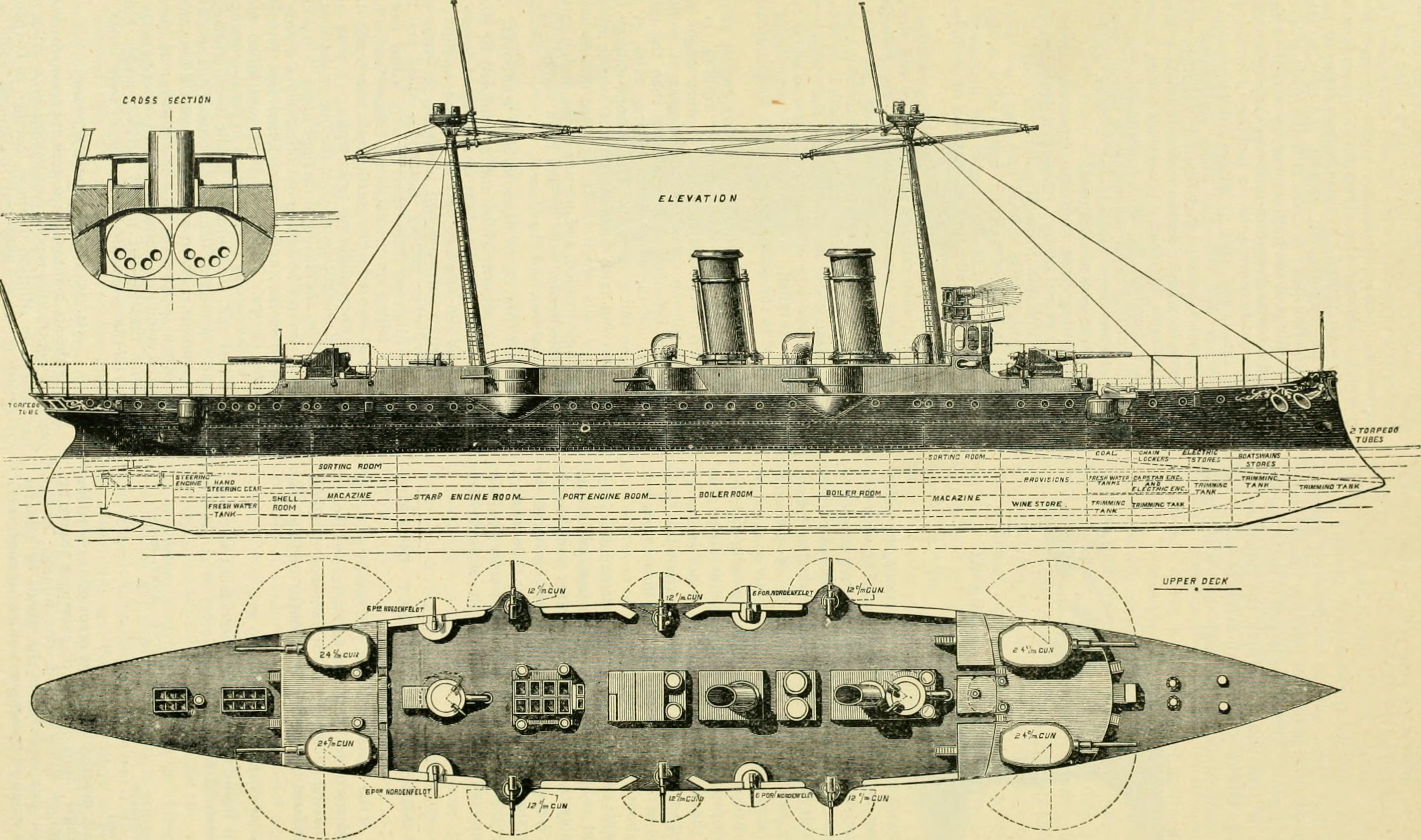
Piani costruttivi del Reina Regente.

Profilo del Reina Regente con il suo aspetto del 1890.

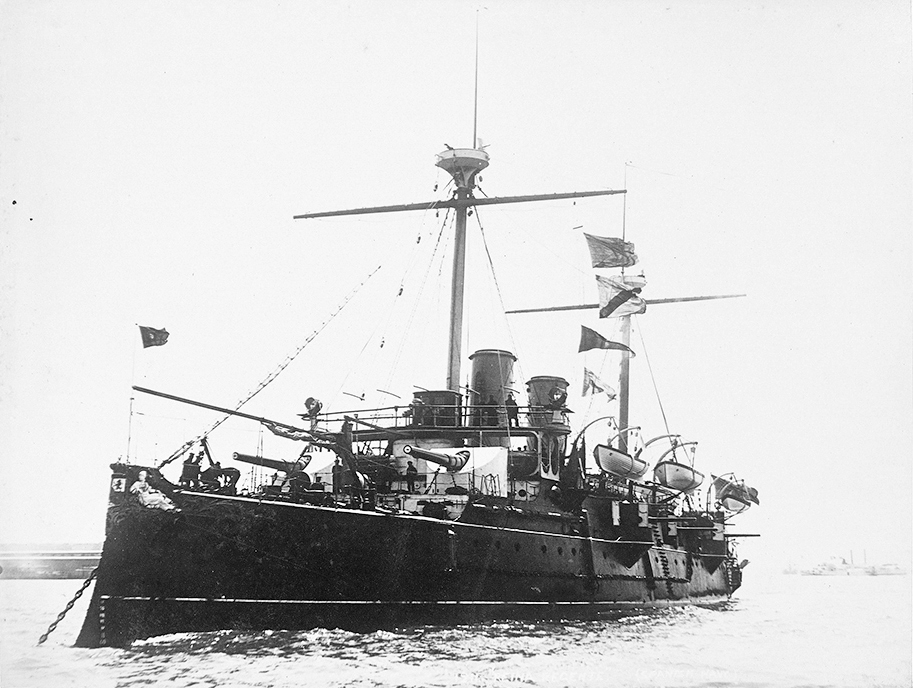
Il Reina Regente nel 1893.

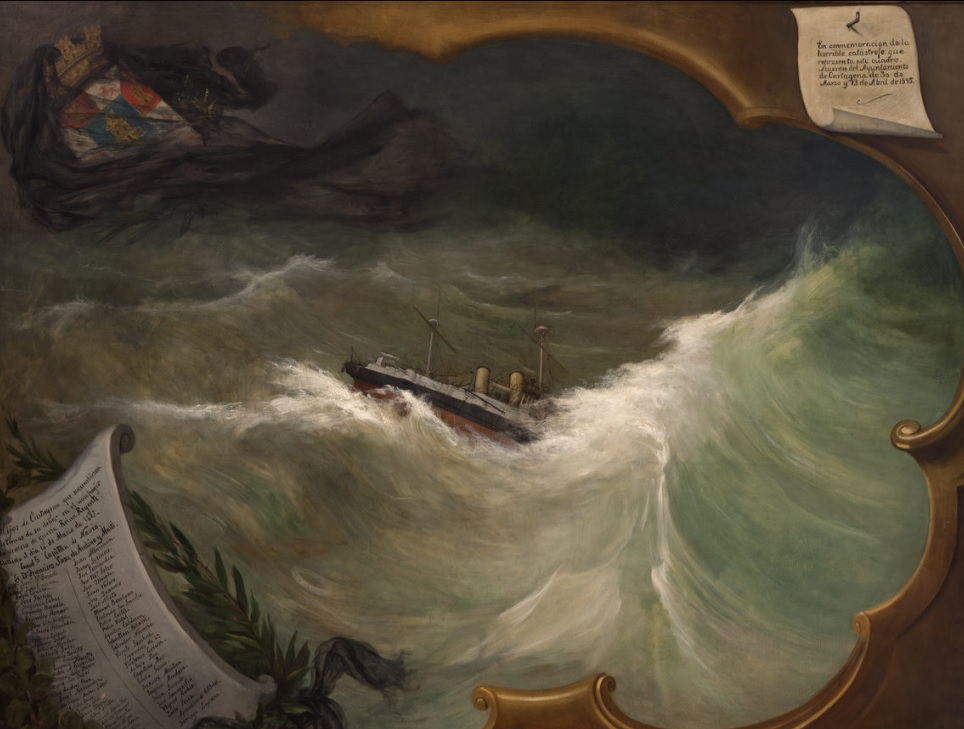
L'affondamento dell'incrociatore protetto spagnolo Reina Regente durante una tempesta il 10 marzo 1895, in un dipinto ad olio di Manuel Ussel de Guimbarda. Nell'opera la nave appare come figura centrale, colpita dalle onde, con lo scudo di Cartagena coperto da un velo di lutto nel margine superiore sinistro come segno del dolore della città a causa di un naufragio in cui un grande numero dei 410 deceduti provenivano da essa.

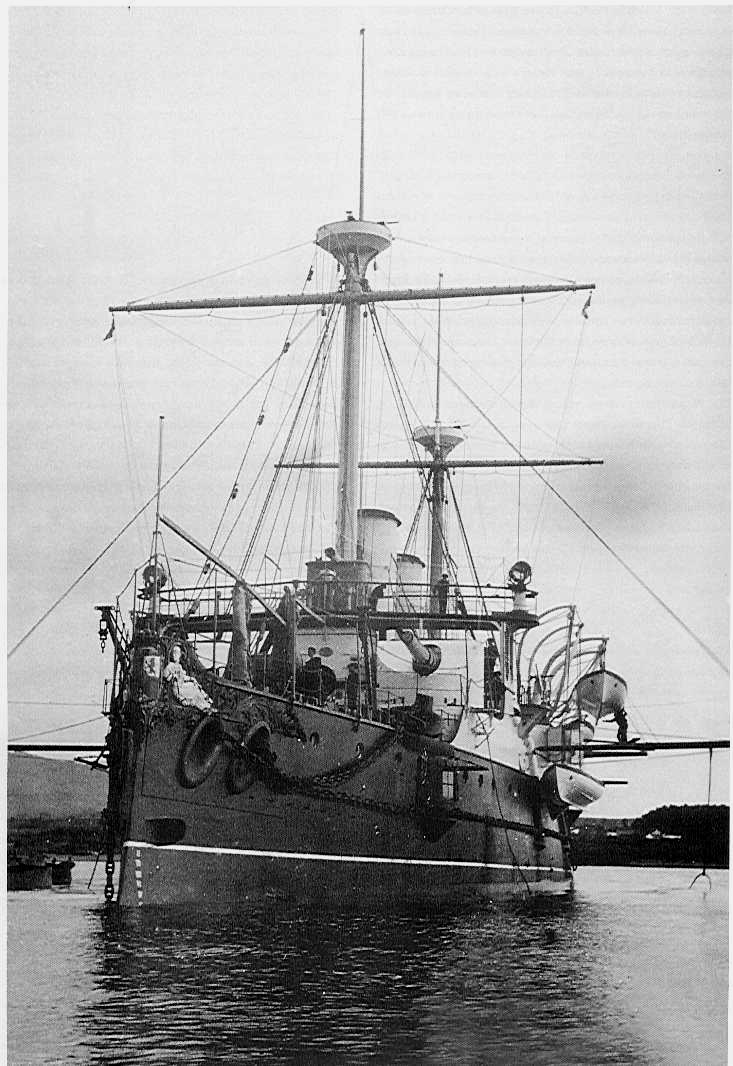
Vista di prora dell'Incrociatore protetto Reina Regente.

Nel 1885 il governo spagnolo commissionò ai cantieri navali James & George Thompson di Clydebank, Scozia, la costruzione di un moderno incrociatore protetto che doveva servire come modello per la costruzione di due unità gemelle da costruirsi in Spagna con i nomi di Alfonso XIII e Lepanto.
La nave fu progettata da Sir John H. Biles, ingegnere di straordinario prestigio e professore di architettura navale presso l'università di Glasgow, e in qualità di supervisore Sir Nathaniel Barnaby, che non solo aveva ricoperto la carica di Direttore delle Costruzioni Navali della Royal Navy, ma allora era considerato uno dei massimi esperti di progettazione navale. La costruzione della nuova unità, battezzata Reina Regente in onore della regina Maria Cristina d'Asburgo-Teschen reggente di Spagna durante la minore età di suo figlio Alfonso XIII, fu autorizzata nel maggio 1886. L'unità fu impostata il 20 giugno 1886, varata il 24 febbraio 1887 e completata il 1 gennaio 1888, entrando in servizio in quello stesso anno.

## Descrizione tecnica
Il Reina Regente era un incrociatore protetto che dislocava 5.620 tonnellate a pieno carico, era lungo 97,3 m, largo 15,4 m, e con un pescaggio di 8,92 m a pieno carico. L'apparato propulsivo si basava su una 2 motrici a triplice espansione e 6 caldaie Niclausse, con una potenza indicata di 11.593 Psi, che muovevano due eliche. La dotazione di carbone era pari a 1.200 tonnellate. La velocità massima raggiungibile era pari a 20,5 nodi, con una autonomia di 12.000 miglia.  L'armamento principale si basava su 4 cannoni in impianti singoli González Hontoria Mod.1883 calibro 240/35 mm, montati affiancati sul ponte alto, due a prua e due a poppa. Queste armi erano protette con scudi da 76 mm e potevano sparare granate da 199 chilogrammi a una distanza massima di 9.960 metri. L'armamento di medio calibro si componeva di sei cannoni González Hontoria da 120 mm L/35, in impianti singoli posizionati tre a babordo e tre a tribordo. Questi pezzi erano dotati di scudi corazzati spessi 25 mm e potevano sparare una granata da 24,1 chilogrammi a una distanza massima di 10.130 metri. L'armamento antisulurante consisteva in sei cannoni Nordenfelt da 57 mm e due mitragliatrici Nordenfelt da 25 mm. A bordo c'erano anche cinque tubi lanciasiluri da 356 mm (2 a prua, 2 a mezza nave e 1 a poppa).

## Impiego operativo
Dal momento in cui entrò in servizio il Reina Regente venne principalmente utilizzato per compiti di pattugliamento e di rappresentanza. Nel 1888 l'incrociatore partecipò all'esposizione universale di Barcellona dove ricevette la bandiera di guerra consegnata personalmente all'equipaggio della nave dalla regina Maria Cristina.  Nel 1891 l'incrociatore effettuò una visita in Grecia, compresa di una sosta al Pireo. 
Nel settembre 1892 la Reina Regente, assegnata alla Escuadra de Instrucción, si recò a Genova, in Italia, per assistere alle celebrazioni del 400º anniversario della partenza di Cristoforo Colombo per il suo primo viaggio nel Nuovo Mondo.  Distaccato all'Avana nella primavera del 1893, l'incrociatore rimorchiò una replica della caracca Santa Maria, l'ammiraglia di Colombo durante il suo primo viaggio di scoperta, fino a Hampton Roads nell'aprile di quell'anno. Il 27 agosto 1893 entrambe le navi parteciparono alla parata navale in occasione della scoperta dell'America da parte di Colombo a New York, cui seguì una visita a Baltimora.
Ritornato in Spagna il Reina Regente effettuò con l'Escuadra de Instrucción, allora al comando di don Zoilo Sánchez Ocaña, delle manovre navali al largo di Alicante e Santa Pola nella tarda estate del 1893, e quindi si spostò al largo delle coste del Marocco dove nell'ottobre di quell'anno scoppiò la prima guerra del Rif.  La nave svolse principalmente compiti di sicurezza e di pattugliamento, ma non fu coinvolta in combattimenti.
Il 9 marzo 1895 salpò da Cadice per raggiungere Tangeri al fine di riportare in Marocco l'ambasciata del Sultano che era stata in visita in Spagna al fine di risolvere i problemi legati alla situazione di tensione creatasi in Nord Africa. Il giorno seguente spuntò caratterizzato da forte vento, cielo coperto e mare mosso, ma il suo comandante, il capitano di vascello Francisco de Paula Sanz de Andino, volle salpare immediatamente per assistere il giorno successivo al varo dell'incrociatore corazzato Emperador Carlos V. Il Reina Regente levò l'ancora alle 10:30 mentre si assisteva ad una rapida discesa del barometro, all'alzarsi di un forte vento da sud-ovest fino a 23 nodi con moto ondoso da nord-ovest proveniente dall'Oceano Atlantico con onde alte sino a 3,5 m, che preannunciava l'arrivo di una tempesta. Intorno alle ore 12.30 l'incrociatore fu avvistato di poppa, apparentemente incolume, da una coppia di mercantili, i piroscafi Mayfield e Matheus, entrati nello stretto di Gibilterra attraverso il suo ingresso occidentale, con il vento, allora proveniente da sud, che era aumentato sino alla velocità di 33 nodi.  Più tardi due contadini della città di Bolonia testimoniato di aver visto dalla costa una nave, che credevano un piroscafo, lottare nella tempesta al largo di Cadice fino a quando non era semplicemente scomparsa.
L'allarme generale fu lanciato solo il 13 marzo, e il giorno 15 un capitano di un piroscafo francese riferì alle autorità di Gibilterra di aver visto una grande nave arenata nella baia di Aceltunos ma di non avere potuto prestarle assistenza a causa delle cattive condizioni meteorologiche. Una nave marocchina inviata ad investigare in quello stesso giorno non ne trovò alcuna traccia.
Diverse navi da guerra inglesi e francesi, e anche l'incrociatore protetto spagnolo Alfonso XIII, cercarono vanamente il Reina Regente senza trovarne traccia. La perdita della nave, e dei suoi 410 uomini d'equipaggio, fu confermata giorni dopo, quando sulle spiagge di Tarifa e Algeciras furono rinvenuto alcuni relitti, una bandiera spagnola e ad una bussola, che poteva essere quella del Reina Regente.
Ancora il 2 aprile 1895, nonostante quel giorno dei pescatori avessero trovato un cadavere maschile gravemente decomposto su una spiaggia a circa due chilometri a est di Conil de la Frontera, che poteva essere identificato come quello di un marinaio dell'incrociatore,  il Ministro della Marina su un quotidiano insisteva nella convinzione che ci fosse ancora una possibilità che il Reina Regente potesse essere a galla, e che il presunto relitto affiorante scoperto dall'incrociatore spagnolo Alfonso XIII, vicino allo stretto di Gibilterra, potesse essere quello di una nave mercantile.  Fu solo il 25 aprile che apparve su un quotidiano che l'incrociatore protetto Isla de Luzon aveva scoperto il relitto del Reina Regente alla profondità di 200 m a circa 15 miglia nautiche a sud-est di Capo Trafalgar.

### La relazione sul naufragio
Pochi giorni dopo la scomparsa del Reina Regente il ministro della Marina, José María Beránger, con Orden Real del 29 marzo commissionò all'allora capitano di fregata Fernando Villaamil e all'ingegnere navale José Castellote la stesura di un Informe acerca de las causas probables de la pérdida del crucero "Reina Regente".
La relazione fu presentata il 5 febbraio dell'anno successivo in una riunione straordinaria degli ammiragli della Marina alla presenza del suddetto ministro e di alcuni viceammiragli, contrammiragli, capitani di vascello e ispettori del genio navale. Tutti i presenti ne accettarono le conclusioni.
Il rapporto valutava in modo esaustivo, supportato da numerosi calcoli diverse alternative sul naufragio: collisione con un'altra nave, collisione o arenamento con alcune delle scogliere o secche della costa, mancanza di stabilità della nave nel navigare in cattive condizioni del mare e una serie di avarie che le avevano fatto perdere improvvisamente le sue condizioni di navigazione. Di tutte queste si riteneva più probabile che l'improvvisa tempesta avesse sorpreso l'equipaggio della nave, e che esso non avesse avuto il tempo di chiudere i boccaporti o le porte stagne. Navigando ad alta velocità la nave era in grado di muovere una grande quantità d'acqua attraverso la prua e il lato sinistro, da dove sarebbe penetrata allagando i ponti e i compartimenti di prua. Una volta allagata la sala macchine, a causa di un guasto ai motori o al timone, la nave sarebbe rimasta senza governo e alla fine sarebbe affondata.
La relazione di Villaamil e Castellote, che terminava con la frase ¡paz eterna! para los que sucumbieron en el "Reina Regente" è stata successivamente pubblicata nel 1896 dal Ministero della Marina attraverso la Establecimiento tipográfico "Sucesores de Rivadeneyra", Impresores de la Real Casa.
La ragione esatta del naufragio dell'incrociatore rimane tuttora sconosciuta, ma secondo una spiegazione data da un ufficiale della marina spagnola dell'epoca, Diaz Morea, l'incrociatore era molto pesante a prua a causa del peso dell'armamento, e secondo le informazioni contenute in un rapporto presentato da uno dei suoi ufficiali che l'avevano comandato si affermava che l'incrociatore non era adatto a navigare in condizioni meteorologiche avverse a causa del peso del suo armamento.

### Annotazioni
1. ↑  Dell'equipaggio arrivato a Tangeri a bordo della nave si salvarono solo due marinai che, ubriacatisi, non si erano potuto imbarcare ed erano rimasti in proto.
2. ↑  Si tratta di un libro di grande formato (36x26), con 91 pagine di testo, 26 illustrazioni fuori testo a piena pagina e 1 a doppia piegatura.

### Fonti
1. 1 2 3 4 5 6 7 8  Gardiner 1879, p. 384.
2. 1 2 3 4 5 6 7  Todoavante.
3. 1 2 3 4 5 6  Histamar.
4. ↑  Johnson, Bickford, Bickford , Dole 1894, p. 296.
5. 1 2 3 4 5 6 7  Maritime Quest.
6. 1 2 3 4 5  Villaamil, Castellote 1896, pp. 1-91.
7. ↑  Villaamil, Castellote 1896, p. 8.